# I.net
I.NET è stata il primo application infrastructure provider per il mercato business in Italia, il primo ISP business ed il primo unicorno internet italiano. Fondata il 13 giugno del 1994 ed incorporata in British Telecom nel gennaio 2008.

## Storia
I.NET nasce da un'idea di Marco Negri, Stefano Quintarelli, Franco Groppi. L'idea è finanziata da Etnoteam, una azienda informatica oggi incorporata in NTT Data, ai tempi capitanata da Roberto Galimberti.
Inizialmente offre servizi di ISP per il solo mercato business ad una clientela formata prevalentemente da aziende di medio-grandi dimensioni.
La sua vision era altamente innovativa per l'epoca: "I nostri clienti avranno la loro scrivania ovunque ci sia un computer", espressione che sottindendeva un insieme di offerta di tecnologia e di servizi per garantire la dependability delle infrastrutture IT. Si caratterizza così per fornire, primi in Italia, SLA contrattuali per i servizi Internet.
Introduce il paradigma di "mass customization", ovvero la personalizzazione delle offerte individualmente per ogni cliente, sulla base di sottocomponenti standard definiti in un catalogo chiamato Catalego e meta-componenti definiti in un livello chiamato Metalego, proposti ai clienti con un generatore automatico di progetti. L'ingegneria di offerta definisce le personalizzazioni per i progetti più complessi ed il Service management assicura il rispetto da parte dell'azienda delle promesse effettuate ai clienti.
Investe il 7% del fatturato in R&D,  sviluppando internamente quasi tutto lo strato applicativo, ai tempi ancora poco diffuso
(posta elettronica, monitoraggio dei sistemi, DNS, gestione della sicurezza e degli allarmi, etc.).
La strategia di commercializzazione inizialmente è basata un modello di franchising che si appoggia su POP distribuiti sul territorio.
Sono i primi al mondo a realizzare il concetto di housing, promosso all'estero con una partnership con GTEInternetworking (già BBN) e ad offrire spazi rack modulari configurabili ai propri clienti. È il primo operatore ad eliminare una differenziazione di prezzo basata sulla banda disponibile e determinando i prezzi solamente sui servizi acquistati (componenti infrastrutturali, sicurezza, system management, application management).
Parallelamente I.NET comincia ad ampliare la propria offerta di servizi con servizi di monitoraggio, gestione sistemistica e managed security, intranet, extranet, VPN, video e audio streaming, differenziandosi così sostanzialmente dal classico modello di ISP.
Contribuisce alla nascita di buona parte dell'ecosistema dell'Internet commerciale italiana fondando ed ospitando MIX (il primo punto di accesso neutrale italiano) ed AIIP (Associazione italiana internet provider).
Nel dicembre del 1999 British Telecom ne rileva il 63.8% e ad aprile del 2000 l'accompagna alla quotazione in borsa. Unica società quotata all'interno del gruppo BT. Con i proventi della quotazione riacquista molti dei propri POP e a settembre del 2000 inaugura una server farm.
La crescita è impetuosa con un costante raddoppio del fatturato annuale, sempre in equilibrio economico, cosa che la rende un unicum nel panorama Internet internazionale. La sua quotazione in borsa è conseguentemente un record con una offerta pubblica di acquisto 88 volte oversubscribed, facendo decollare il prezzo del titolo post quotazione nel momento in cui esplode la bolla speculativa della new economy.
A partire dal 2000 si assiste ad un crollo del mercato internet con prezzi che si riducono di un ordine di grandezza in due anni. I.NET supera la crisi trasformandosi in Application Infrastructure Provider (AIP), un profondo cambio di strategia che è divenuto un caso di studio nelle business school. Nel 2005 inaugura una nuova server farm che ottiene due primati mondiali per l'alta efficienza energetica realizzata per mezzo di raffreddamento con acqua di falda.
Nel 2007 BT lancia un'OPA su I.NET. Nel gennaio 2008 sono completate l'incorporazione in BT e la revoca delle negoziazioni in borsa.